# Крусат, Альберт
Альберт Крусат Доменек (исп. Albert Crusat Domènech; 13 мая 1982, Барселона) — испанский футболист, полузащитник.

## Карьера
Альберт Крусат, родившийся в Барселоне, начал свою футбольную карьеру в родном городе, играя за клуб «Эспаньол». В сезоне 2001/02 он играл за «Эспаньолу В», в следующем сезоне перешёл в основной состав. В составе клуба Крусат сыграл всего в 5 играх за сезон, поэтому на следующий сезон он перешёл в мадридский клуб «Райо Вальекано», игравший сезон 2003/04 во Второй лиге. Однако и тут он был задействован лишь в 5 играх за весь сезон, а его команда перешла в Третью лигу по итогам сезона.
В сезоне 2004/05 Крусат играл снова во Второй лиге за клуб «Лерида». Именно там ему удалось достичь успехов, сыграв в 35 играх и забив 4 гола. Уже через год он перешёл в клуб «Альмерия». С «Альмерией» Крусат перешэл в Первую лигу. Сезон 2009/10 стал самым удачным в карьере Альберта Крусата. «Альмерия» заняла 13 место в Первой лиге. 19 января 2011 года Крусат забил один из важнейших голов футбольного клуба, в результате которого «Альмерия» вышла в полуфинал Кубка Испании.
Осенью 2011 года Крусат перешёл в английский клуб «Уиган Атлетик».